# Association des Amis des Oratoires

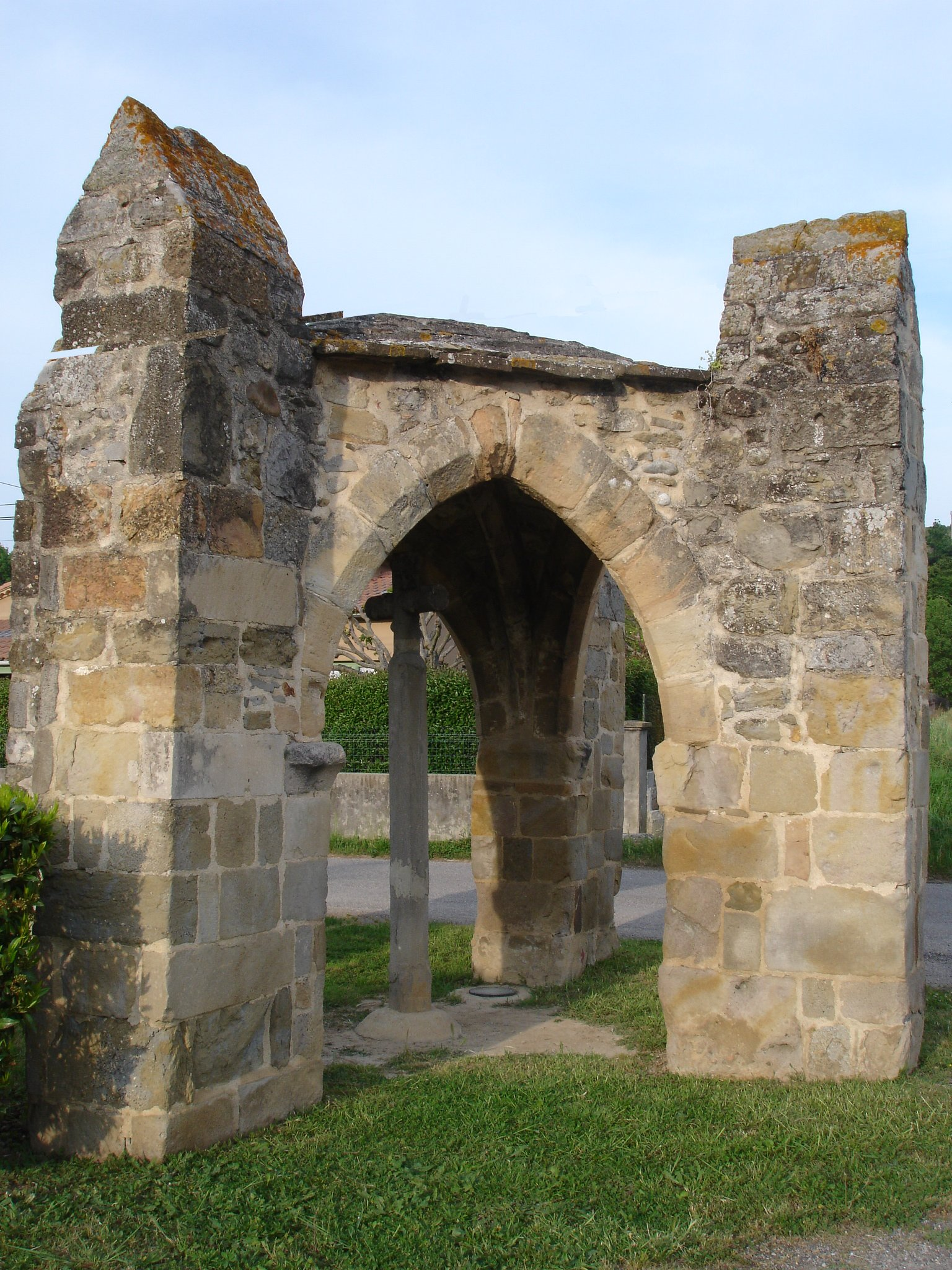
'Oratoire' in Pieusse in Frankrijk

De Association des Amis des Oratoires (Vereniging van vrienden van bidkapelletjes) is een Franse vereniging tot behoud van bidkapelletjes in Frankrijk en daarbuiten. 
Zoals in veel (zuidelijke) landen vindt men in Frankrijk op het platteland langs de kant van de weg regelmatig bidkapelletjes (in het Frans oratoires). Sommige zijn nog intact met bijvoorbeeld een Mariabeeld, andere in desolate toestand. De kapelletjes waren soms een geschenk na genezing, andere ter nagedachtenis aan, en weer andere voor het bidden langs pelgrimroutes. Van de oorsprong van de kapelletjes is men soms op de hoogte, soms blijven er vragen over.

## De vereniging
In 1931 is in Frankrijk al de Vereniging van vrienden van bidkapelletjes opgericht, de L'Association des Amis des Oratoires, door Pierre Irigoin en een aantal van zijn vrienden uit Aix-en-Provence.
Weldra breidde deze vereniging zich uit tot heel Frankrijk en, sinds kort, tot buiten de landsgrenzen van Frankrijk.
In Frankrijk zijn 50 gedelegeerden aangesteld, met, sinds 1999, zelfs een jeugdafdeling.
Sinds 1931 zijn al 14.000 documenten geordend, sinds kort op de computer.
De vereniging vindt het belangrijk de bidkapelletjes te redden en zelfs te restaureren, omdat zij deel uitmaken van het nationaal erfgoed van Frankrijk: de vereniging vindt dat de kapelletjes de getuigenissen zijn van de christelijke bron, de spirituele ambachtelijke volkskunst en de pelgrimtochten. Door deze kleine monumenten te koesteren, wordt volgens de vereniging recht gedaan aan de kleine ambachtslieden, die met hun handen hun spiritualiteit in steen hebben vormgegeven.
Veel van deze kleine monumenten zijn met liefde gerestaureerd en onderhouden, maar ook zijn vele ten prooi gevallen aan verwaarlozing en vernieling. Daarom vraagt de vereniging om hulp bij de inventarisatie, restauratie en onderhoud ervan.
Mochten zich buiten de landsgrenzen van Frankrijk dergelijke kapelletjes bevinden, bijvoorbeeld langs de pelgrimroutes van Santiago de Compostella, dan wordt de vereniging hierover graag geïnformeerd. Mogelijke nieuwe (internationale) pelgrimroutes kunnen dan worden ontdekt en in kaart gebracht. De vereniging roept eenieder - binnen en buiten Frankrijk - op om zich te melden bij bekendheid van het bestaan (hebben) van dergelijke bidkapelletjes.
De vereniging heeft geen enkel winstoogmerk.
De doelstelling van de vereniging is:
- de bidkapelletjes te inventariseren
- deze nader te leren kennen
- deze zo nodig te restaureren
- historische en archeologische studie hieromtrent te initiëren
- zo nodig deze opnieuw op te bouwen
- een en ander te bevorderen
- interveniëren bij het behouden ervan bij gemeenten, andere instanties en dergelijke.